# آلیسک
شهر الیسک (به روسی: Алейск) در کشور روسیه و در کرای آلتایی واقع شده‌است.